# Paolo Montero
Rónald Paolo Montero Iglesias (Montevideo, 1971. szeptember 3. –) uruguayi válogatott labdarúgó, hátvéd és edző.

## Pályafutása

### Klubcsapatban
Montevideóban született. 1990-ben a Peñarolban kezdte a pályafutását, ahol két évet töltött. 1992-ben Olaszországba szerződött az Atalanta csapatához, melynek színeiben négy év alatt 114 mérkőzésen lépett pályára és 4 gólt szerzett. 1996-ban a Juventus szerződtette, melynek 2005-ig volt a játékosa. Négy bajnoki cím mellett három alkalommal hódította el csapatával az olasz szuperkupaserlegét. 1996-ban világkupát és UEFA-szuperkupát is nyert. Két alkalommal (1996–97, 2002–03) játszhatott bajnokok ligája döntőt, de mindkét döntőt elveszítette. 2005-ben Argentínába szerződött a San Lorenzo együtteséhez, de egy évvel később távozott és visszatért a Peñarolhoz, ahol még egy szezont játszott és 2007-ben visszavonult az aktív játéktól. 

### A válogatottban
1991 és 2005 között 61 mérkőzésen szerepelt az uruguayi válogatottban és 5 gólt szerzett. Részt vett az 1997-es konföderációs kupán, a 2004-es Copa Américán és a 2002-es világbajnokságon, ahol csapatkapitányként az uruguayiak összes mérkőzésén kezdőként lépett pályára.

### Edzőként
2014-ben a Peñarol utánpótlásában kezdte az edzősködést, majd a felnőtt csapatnál lett megbízott edző. 2016-ban a Boca Unidos és a Colón csapatát edzette Argentínában. 2017-ben a Rosario Central szakmai munkájáért felelt. 2019 és 2020 között, illetve 2021-ben az olasz Sambenedettese vezetőedzője volt. 2021-ben rövid ideig a San Lorenzónál dolgozott. 2022-ben a Juventus U19-es csapatát vette át.

## Sikerei, díjai
Juventus
- Olasz bajnok (4): 1996–97, 1997–98, 2001–02, 2002–03
- Olasz szuperkupagyőztes (3): 1997, 2002, 2003
- UEFA-szuperkupa győztes (1): 1996
- Világkupa győztes (1): 1996
- Intertotó-kupa (1): 1999
- UEFA-bajnokok ligája döntős (2): 1996–97, 2002–03

Uruguay
- Copa América bronzérmes (1): 2004